# James Wilson (futebolista)
James Anthony Wilson (Biddulph, 1 de dezembro de 1995) é um futebolista inglês que atua como atacante. Atualmente, joga pelo Manchester United.

## Carreira
Wilson chegou ao Manchester United em 2002, permanecendo nas categorias de base dos Red Devils por 12 anos. Promovido ao elenco principal em 2014, estreou na Premier League em abril do mesmo ano, ficando como opção no banco de reservas na partida contra o Newcastle United, usando a camisa 47. O debut oficial foi contra o Hull City, 1 mês depois, como titular e marcando 2 gols.
Para ganhar experiencia de jogo, o United emprestou o atacante ao Brighton & Hove Albion, em novembro de 2015. Pelos Seagulls, foram 25 jogos e 5 gols - na partida contra o Wolverhampton Wanderers, Wilson protagonizou uma cena insólita: vomitou no gramado e aparentava um mal-estar, após uma ressaca das festas de final de ano.
Em agosto de 2016, foi novamente emprestado, desta vez ao Derby County, onde atuou em apenas 4 partidas. Uma lesão abreviou sua passagem pelos Rams, e o jogador teve o emprestimo cancelado para que ele fizesse o tratamento no Manchester United, que o reintegrou ao elenco.